# 米斯諾默角

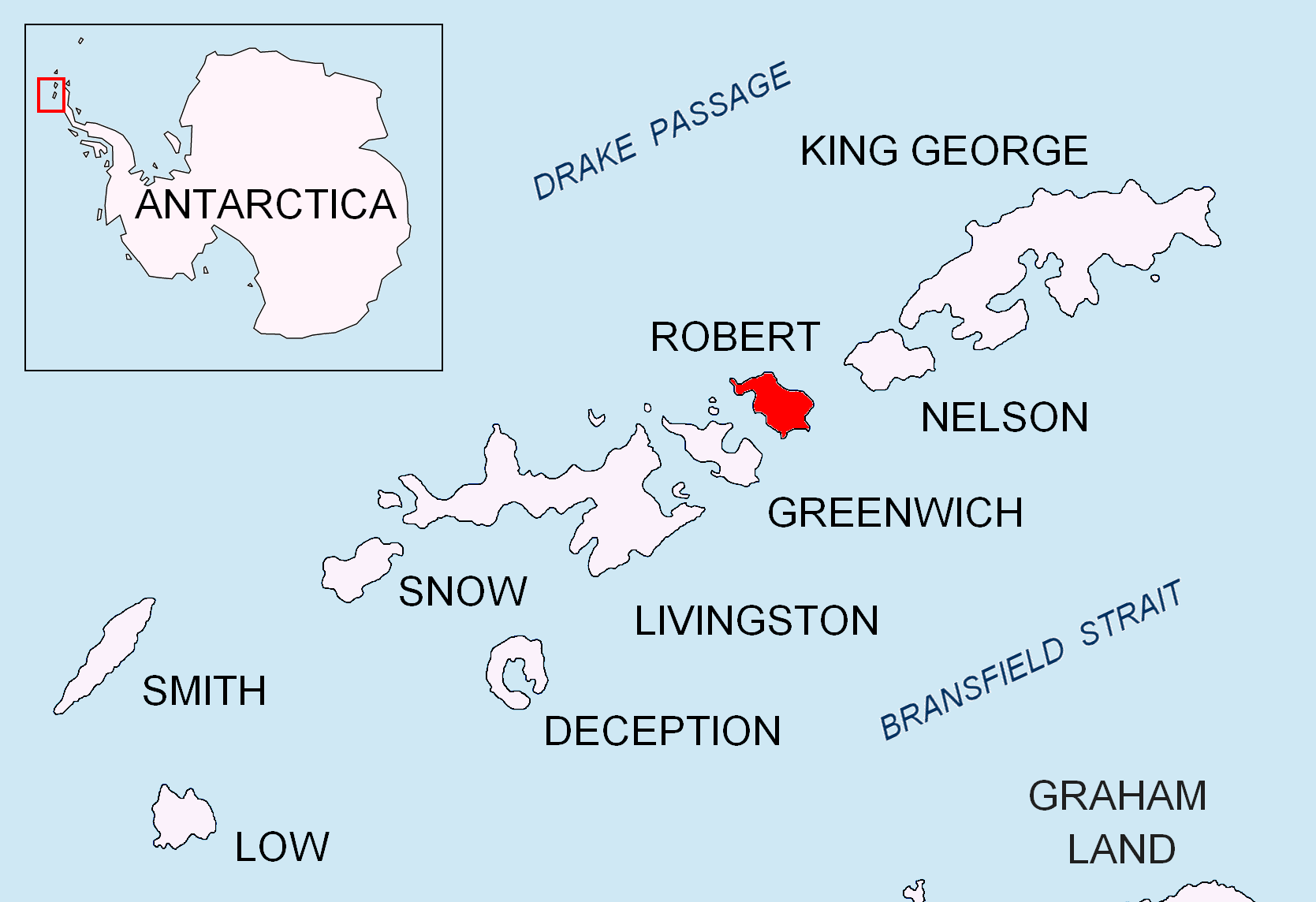

米斯諾默角是南極洲的海岬，位於南設得蘭群島的羅伯特島，是阿爾法塔半島西北岸，處於威廉堡角東北面1.9公里、歐諾古爾群島以南0.9公里、哈默角西南面3.55公里和德貝利亞諾夫角西北面3.23公里。

## 外部連結
- SCAR Composite Antarctic Gazetteer（页面存档备份，存于）.